# Playa de la Granadella
La playa de la Granadella es una playa de grava que se sitúa en la cala del mismo nombre del municipio de Jávea en la provincia de Alicante en la Comunidad Valenciana en España. 
En la carretera del Cabo de la Nao hay indicaciones que llevan a la cala. Una vez se toma la carretera de la Granadella, se accede a la cala de forma directa. La bajada por esta vía transcurre por el Parque Forestal de la Granadella. Es una cala rústica de grava de ocupación alta y su longitud es de unos 160 metros y una amplitud de 10 m. Se trata de una cala que limita al norte con Punta y al sur con Punta del Castillo de la Granadella. La Cala de la Granadella ha sido votada dos años consecutivos como la mejor playa de España por un concurso realizado por Antena 3.
Se sitúa en un entorno aislado, disponiendo de acceso por carretera. Es una playa de Bandera Azul que cuenta con zona balizada para salida de embarcaciones.

## Deportes acuáticos
Esta cala es una de las mejores para practicar el buceo, submarinismo y snorkel. La belleza de sus fondos marinos son conocidos y admirados por todos los aficionados a este deporte ya que además hay varias rutas recomendadas. A la ruta más cercana se puede acceder directamente desde la playa, es de dificultad baja y tiene una profundidad de -10 metros. Otros de los deportes que se pueden practicar son el esquí acuático o salir con el kayak o la canoa para disfrutar de los preciosos paisajes que ofrecen sus acantilados junto al mar.
El viento no molesta en la playa ya que se encuentra “abrazada” y resguardada por montañas. Por ello no es el lugar más indicado para practicar deportes como el windsurf, surf o paddel surf. Si los aficionados desean practicarlo se pueden acercar a la playa del Primer Muntanyar ya que es la más indicada para ello.

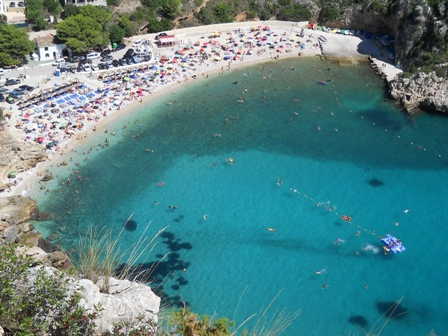
Playa de la Granadella

## Servicios ofertados
Esta cala está galardonada anualmente con la bandera azul debido a sus aguas limpias, transparentes y tranquilas además el estado del mar también está indicado. Para seguridad y tranquilidad de los usuarios la cala también ofrece servicio de vigilancia y salvamento marítimo desde el 15 de junio hasta el 15 de septiembre de lunes a domingo de 11:00 h. a 19:00 h. Los bañistas también podrán encontrar en Cala de la Granadella WC públicos y gratuitos a su disposición.
Para la diversión de los más pequeños se instala en los meses de verano una plataforma flotante desde la que poder saltar y disfrutar de un baño divertido. Otro tipo de servicio de ocio es el alquiler de canoas y kayaks para realizar excursiones alrededor de la cala. También se ofrece el alquiler de hamacas y sombrillas para tomar el sol y disfrutar de un día de playa con toda comodidad. Los usuarios podrán aparcar sus vehículos en un aparcamiento de tierra justo en las inmediaciones de la playa aunque es aconsejable acudir a primera hora para asegurarse una plaza ya que debido a la alta saturación de la cala se llena con rapidez. Además también hay aparcamiento para discapacitados.
Desde el aparcamiento de la cala se accede a una ruta de senderismo muy bonita y con vistas inmejorables de la cala. El fin de esta ruta es llegar al Castillo de la Granadella, allí se encuentran los restos bastante conservados de una antigua fortificación que servía de defensa de los ataques piratas berberiscos. Al llegar al castillo hay que dar media vuelta por el camino que se ha venido hasta llegar otra vez a la playa.
La cala cuenta con el servicio de tres restaurantes:
- Restaurante Sur
- Restauraten Rosita
- Bar Restaurante Llebeig

Los tres locales tienen como especialidad los arroces y el pescado fresco aunque también es un lugar ideal para tomar un aperitivo, una copa o un refrescante helado con unas hermosas vistas a la cala. Estos restaurantes están abiertos solo en verano aunque cuando ya se acerca el calor y el buen tiempo (abril-mayo) suelen empezar abrir los fines de semana. No encontramos otro tipo se servicio como tiendas u hoteles al encontrarse de una playa rústica alejada de la vida urbana.

## Urbanizaciones y apartamentos
En la Cala de la Granadella encontramos la avenida del Tio Català, una vía llena viviendas pegadas unas al lado de las otras. Estas casas eran de antiguos pescadores y han ido pasando de generación en generación o han sido vendidas a terceros. Aunque todas las casas son de propiedad privada hay algunas que se alquilan para ir a pasar la temporada de verano. Sin duda alguna, para quien busca la tranquilidad y estar en contacto con la naturaleza, este es uno de los sitios más indicados.
Bajando a la cala por la carretera de la Granadella encontramos una gran cantidad de casas y chalets, muchos de los cuales también se alquilan para todo el año o incluso se venden.

## Galería de imágenes

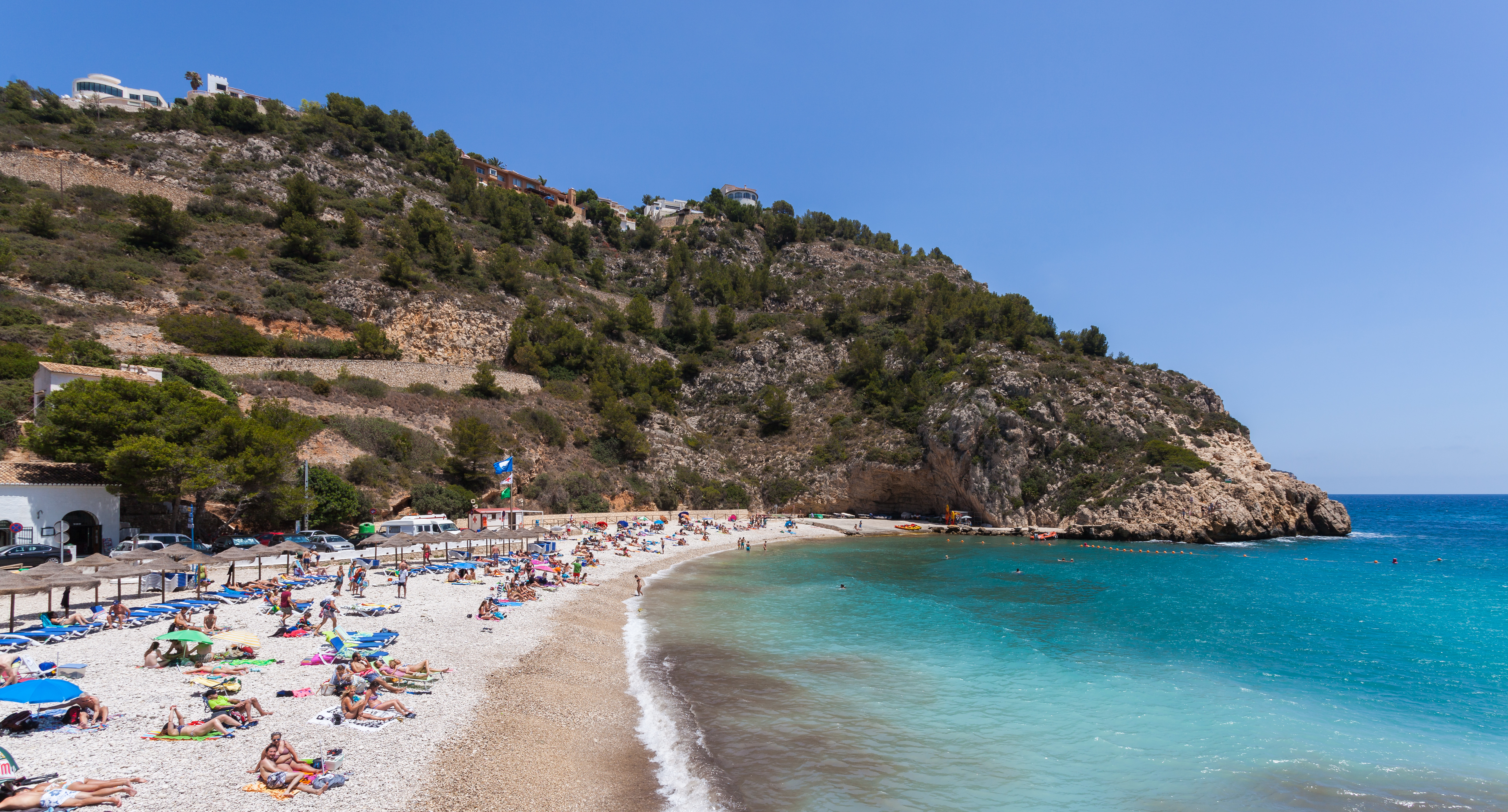
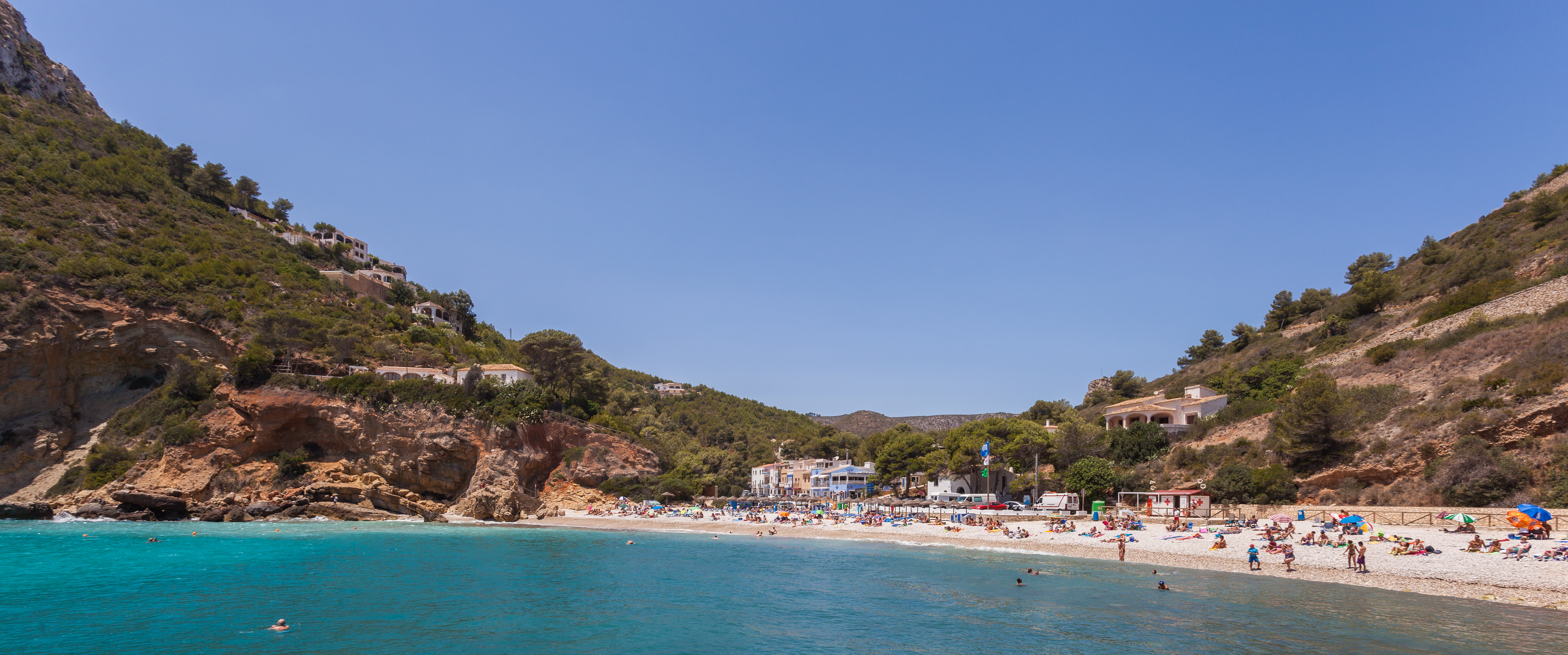
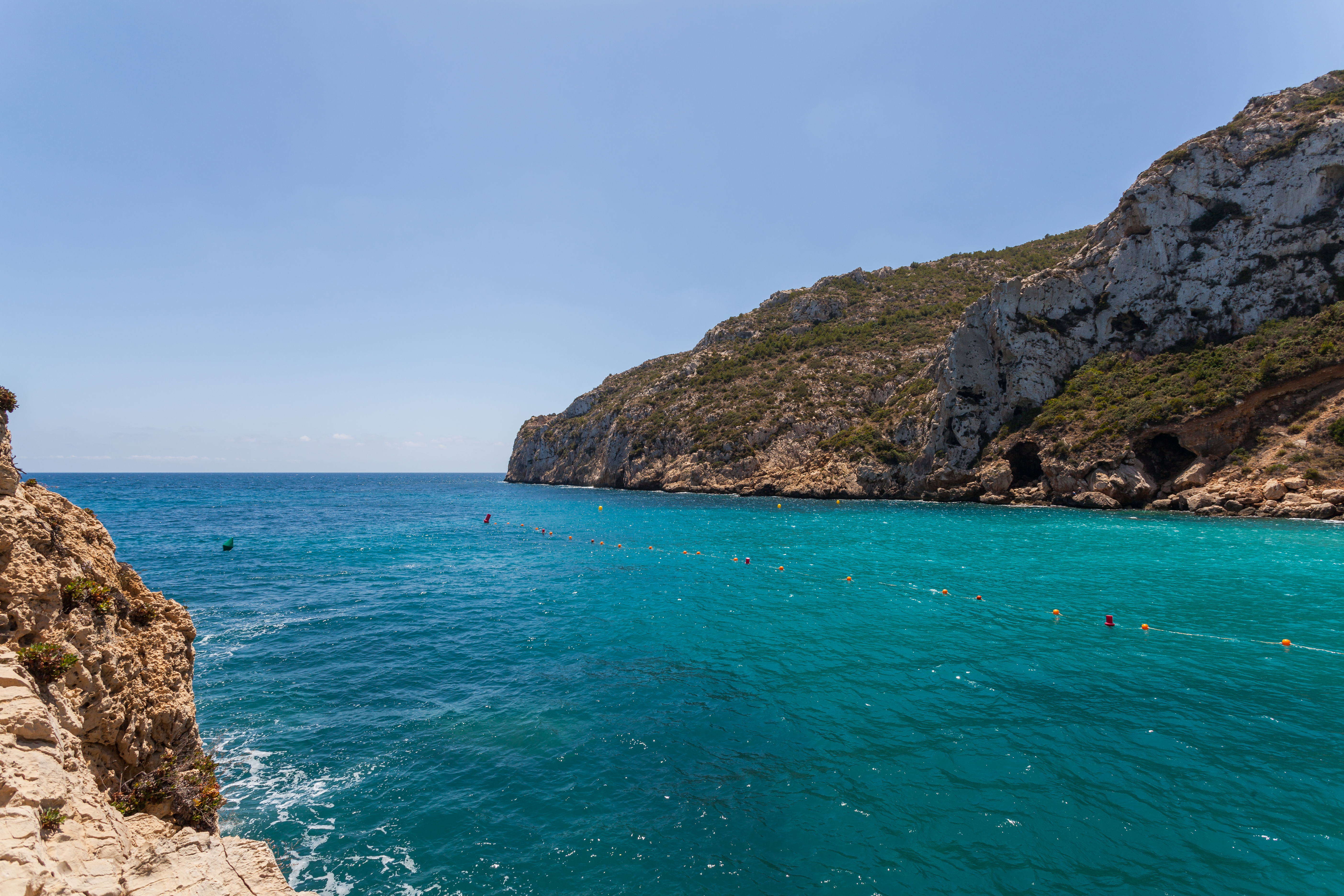
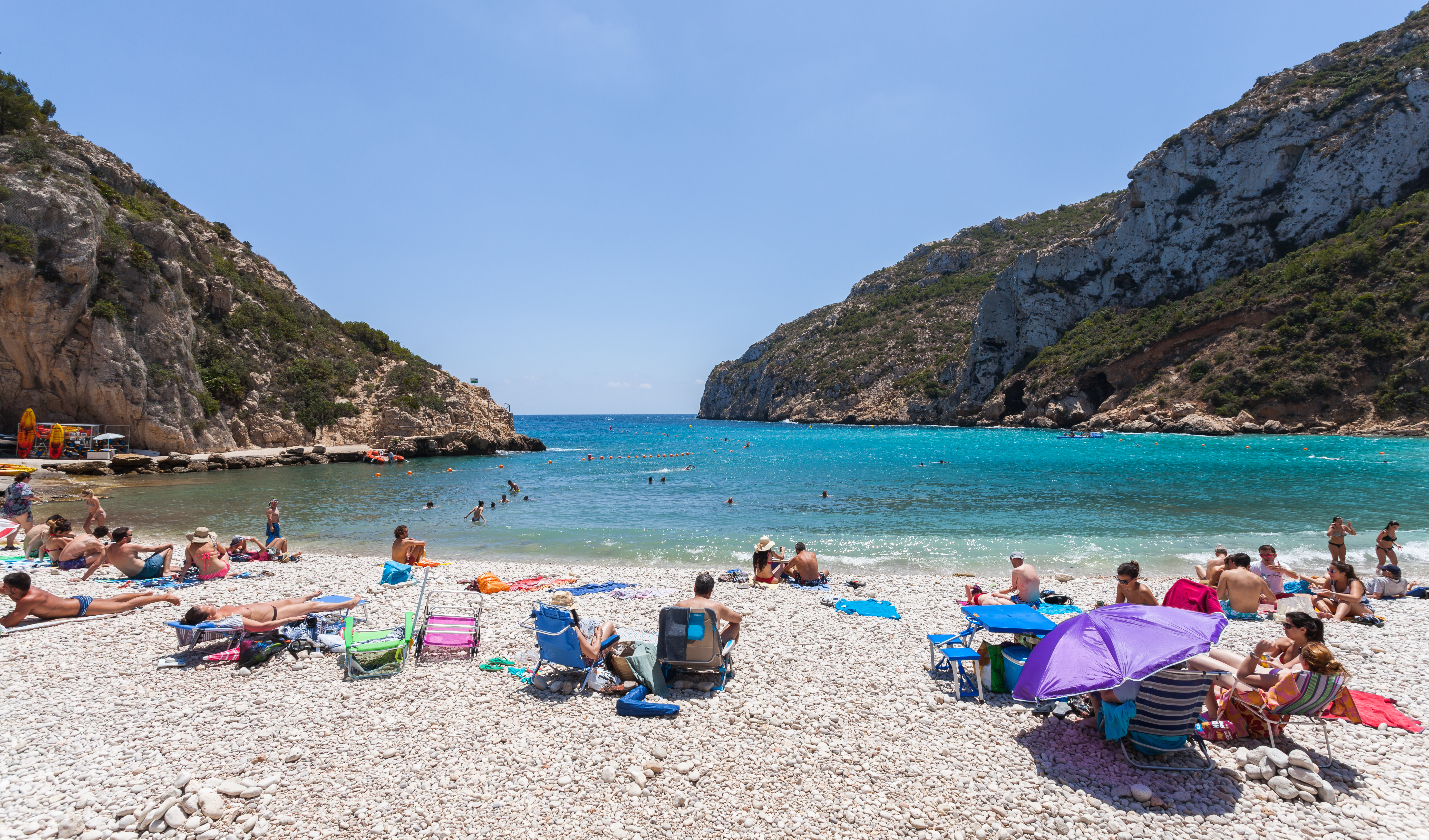
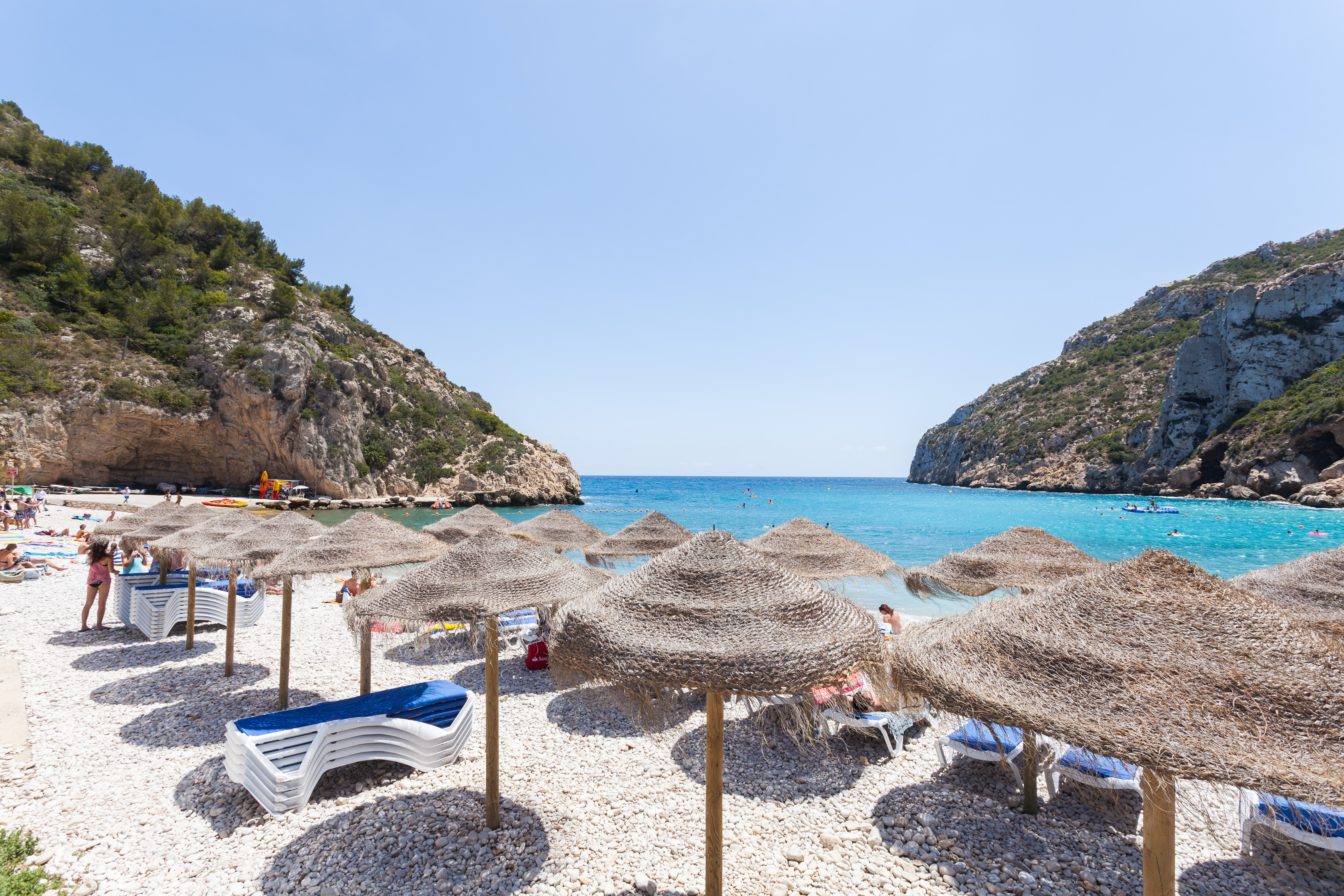
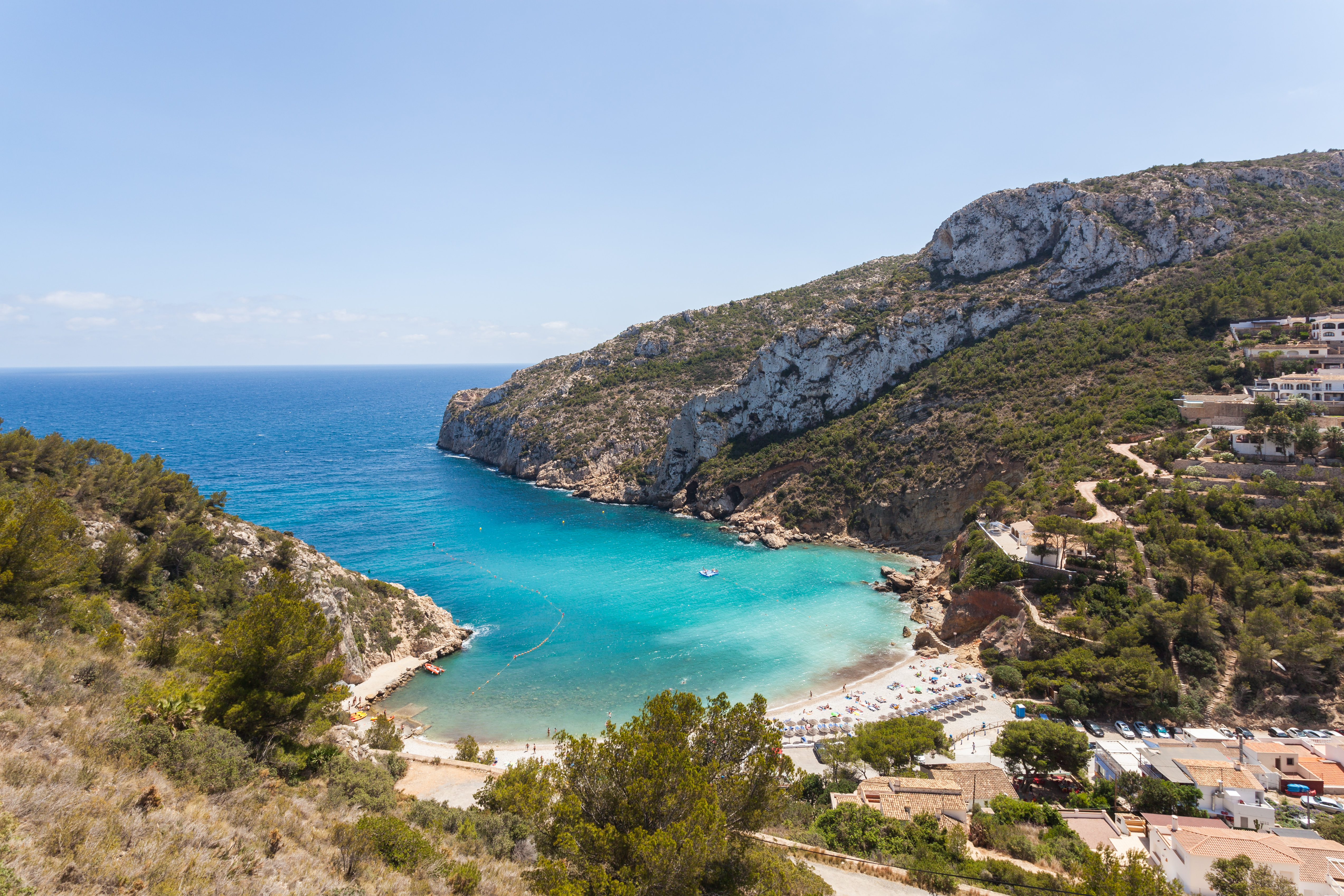
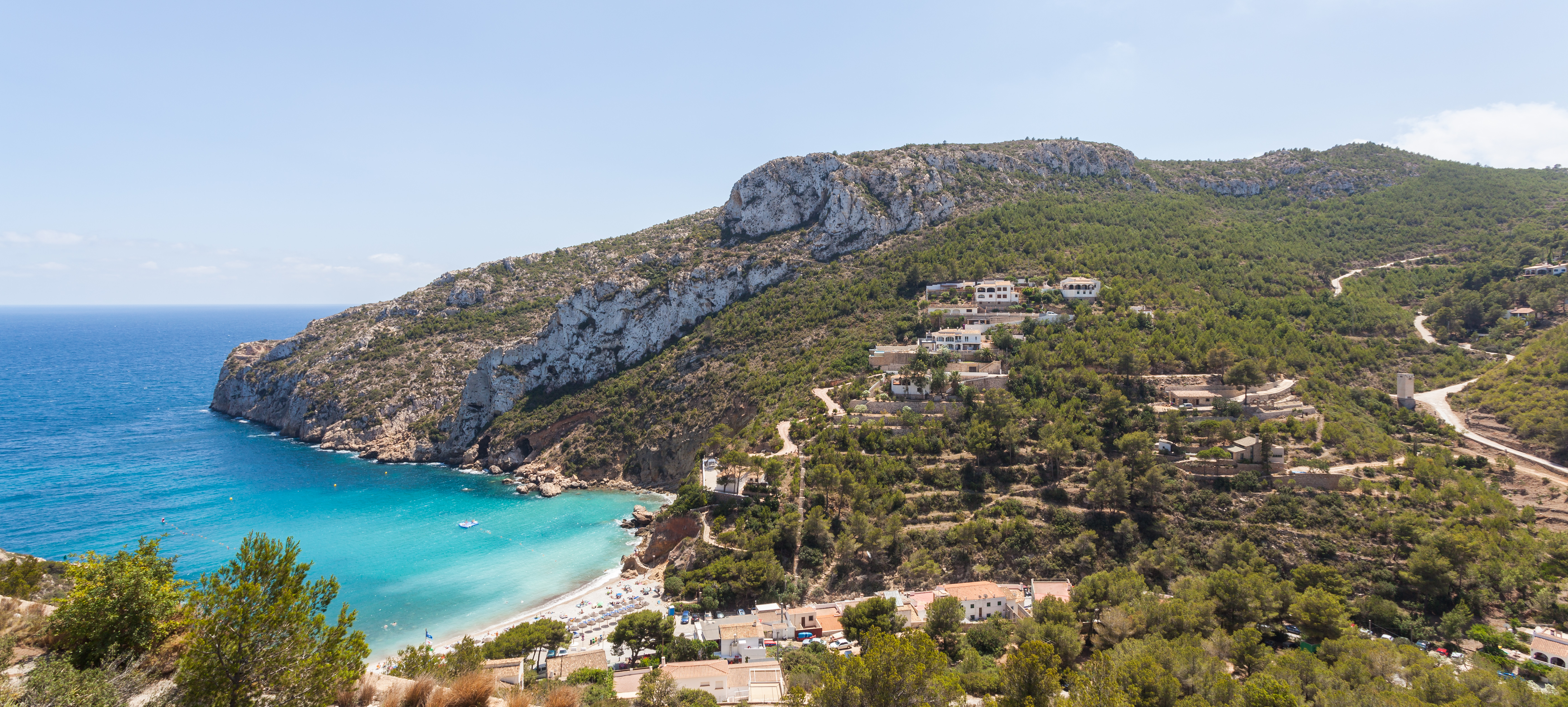